# Marco Fazzi
Marco Fazzi (Genova, 11 febbraio 1941 – Caserta, 25 settembre 2017) è stato un allenatore di calcio e calciatore italiano, di ruolo attaccante.
Con 102 gol segnati è il miglior marcatore della storia della Casertana. È il padre dell'ex cestista Cristiano Fazzi.

## Carriera

### Giocatore
Dopo gli esordi in Serie D con l'Imperia e in Serie C con il Savona, raggiunge con questi ultimi la Serie B al termine del campionato 1965-1966, debuttando così in serie cadetta nel 1966.
Passato per un breve periodo al Milan con cui disputa due gare in Coppa delle Alpi, torna per un altro anno al Savona prima di passare alla Casertana.
Con i campani disputa nove campionati, intervallati da una stagione in Serie B con la Reggina, ottenendo una promozione in Serie B nel 1969-1970 e una in Serie C nel 1977-1978, e mettendo a segno con la maglia rossoblù 102 reti.
Termina la carriera agonistica nel 1979 con la Juve Stabia in Serie D, con cui vince un campionato, e l'anno seguente gioca la sua ultima stagione da calciatore con l'Internapoli in Promozione campana.

## Palmarès

### Giocatore

#### Club

##### Competizioni nazionali
- Campionato italiano Serie C: 2

Savona: 1965-1966 (girone A)
Casertana: 1969-1970 (girone C)
- Campionato italiano Serie D: 1

Juve Stabia: 1978-1979 (girone F)

### Allenatore

#### Club

##### Competizioni regionali
- Promozione: 1

Portici: 1986-1987 (girone B)